# Màmia Roque Gameiro
Maria Emília Roque Gameiro Martins Barata, conhecida como Màmia Roque Gameiro ou Mamia Roque Gameiro (Venteira, Benfica, Oeiras, 7 de setembro de 1901 – Campolide, Lisboa, 6 de julho de 1996), foi uma pintora e ilustradora portuguesa.

## Biografia
Nascida a 7 de setembro de 1901, no sítio da Venteira, que então pertencia à freguesia de Benfica e ao concelho de Oeiras, onde residia a família Roque Gameiro, Maria Emília Roque Gameiro era filha do pintor e aguarelista português Alfredo Roque Gameiro e de Maria da Assunção de Carvalho Forte (Pena, Lisboa, c. 1872 – ?), sendo irmã de Raquel Roque Gameiro, Manuel Roque Gameiro, Helena Roque Gameiro Leitão de Barros e Ruy Roque Gameiro.
Devido ao interesse de todos os filhos pelas artes, a família de Roque Gameiro recebeu a alcunha de "tribo dos pincéis", passando ainda Maria Emília a ser publicamente conhecida pela alcunha de "Màmia".
Com apenas 6 anos de idade estreou-se na ilustração ao publicar um desenho no "O Jornal dos Pequeninos" de Ana de Castro Osório. Desenvolvendo mais tarde uma propensão natural para a pintura a óleo que foi apoiada pelo seu pai, uma vez que na família «já bastava de aguarelistas», teve aulas com o pintor José Malhoa e tornou-se discípula da pintora modernista Mily Possoz e em 1919 expôs na Sociedade Nacional de Belas Artes ao lado de Armando de Basto, Manuel Jardim, Armando de Lucena, Abel Manta, Velloso Salgado, Aurélia de Sousa, Sofia Martins de Souza, João Vaz, Simão da Veiga ou ainda Leopoldo Neves d’Almeida e Costa Motta Sob.º. Anos mais tarde, em 1923 realizou a sua primeira exposição individual no ateliê do seu pai, situado na Rua D. Pedro V, n.º 30, em Lisboa, onde também dava aulas particulares de desenho e pintura.
Em 5 de janeiro de 1926, casou civilmente em Lisboa com o professor e pintor Jaime Martins Barata, com o qual teve quatro filhos: Maria Antónia Cabral, José Pedro Martins Barata, Alfredo e Maria da Assunção.
Dedicou-se ao ensino do desenho a crianças, ilustrou livros infantis e publicações periódicas femininas, tal como a revista "Eva", dirigida por Carolina Homem Cristo, tendo ainda entre 1935 e 1940, realizado trabalhos como ilustradora científica, nomeadamente de representação de histologia, através de uma câmara clara adaptada ao microscópio, com os professores Mark Athias e Francisco Gentil, entre outros, para o Instituto Português de Oncologia.
Faleceu a 6 de Julho de 1996, na freguesia de Campolide, em Lisboa.

## Exposições
- 1919 - Décima Sexta Exposição da Sociedade Nacional de Belas Artes, Lisboa
- 1923 - Exposição individual, Rua D. Pedro V, n.º 30, Lisboa
- 1953 - Exposição individual, Rua D. Pedro V, n.º 30, Lisboa

## Breve selecção de Obras

### Pintura
- Jarra com rosas (1920), óleo sobre cartão;
- Quinta Maziotti (1920), óleo sobre cartão;
- Azinhaga Ribatejana (1922), óleo sobre tela;
- Nazaré (1926), óleo sobre tela;
- Recanto da Nazaré (1926), óleo sobre tela; (Museu Dr. Joaquim Manso - Museu da Nazaré)
- Sagrado Coração de Jesus
- Nossa Senhora da Piedade

### Ilustração Infantil
- "Varinha de Condão", autoria de Fernanda de Castro e Thereza Leitão de Barros (Lisboa: Imprensa Lucas & Compa, 1925);[14]
- "Bonecos Falantes", autoria de Carlos Selvagem (Paris: Aillaud, Lisboa: Bertrand,1925);[15]
- "Papagaio Real", autoria de Carlos Selvagem (Lisboa: Bertrand, 1926);[16]
- Colecção Quem Conta Uma História:
  - "A dança dos meses", autoria de António Sérgio (Lisboa. Seara Nova. 1926);[17]
  - "O Ratão pelado"; autoria de António Sérgio (Lisboa. Seara Nova. 1926);
  - "Os Conselheiros do Califa", autoria de António Sérgio (Lisboa: Aillaud e Bertrand, 1927);[18]
  - "O Ratinho dos olhos vivos", autoria de António Sérgio (não publicado);
- Colecção Biblioteca dos Pequeninos:
  - "Os Contos do Joãozinho, 2.ª Parte", autoria de Emília de Sousa Costa (Lisboa: Diário de Notícias, 1928);
  - "O Tapete encantado", autoria de Olívia Guerra (Lisboa: Emp. Diário de Notícias, 1928);[19]
  - "Quem não quere ser lobo…", autoria de Helena de Aragão (Lisboa: Emp. Nac. de Publicidade, 1928);[20]
  - "Dias Felizes", autoria de Maria Paula de Azevedo (Lisboa: Tip. da Empreza do Anuário Comercial, 1929);
  - "El-Rei dos mil palácios", autoria de Celestino David (Lisboa: Tip. Emp. Anuário Comercial, 1930);[21]
  - "Férias no campo", autoria de Mário Gonçalves Viana (Lisboa: Emp. Nacional de Publicidade, 1931);[22]
- "Portugueses d'Outrora: História de Portugal contada por crianças", autoria de Maria Paula de Azevedo (Lisboa: Aillaud e Bertrand, 1929);[23]
- Colecção Escolar A Língua Portuguesa em Textos:
  - "Cinquenta fábulas de Fedro", autoria de Fedro e adaptação de José Pereira Tavares (Aveiro: J.P. Tavares, 1929);
- "O meu terceiro livro", autoria de Jane Bensaúde (1933);
- "ABC", autoria de Maria de Carvalho (Lisboa: Oficinas Gráficas de Edições Europa, 1938);
- "Contos do Joãozinho vol. I e II", autoria de Emília de Sousa Costa (Porto: Ed. Educação Nacional, 1941).[24]

### Ilustração Científica
- As formações cório-epiteliais do ovário da Cobaia, vol. 8 (1936);
- Cultura in vitro de Sarcomas obtidos com Metilcolantreno, vol. 9 (1937);
- Tumores do Coração, vol. 13 (1941);
- Lesões testiculares em Murganhos com Adenocarcinoma da Glândula mamária, vol. 13 (1941);
- Acção do Metilcolantreno sobre Tecidos em Cultura, vol. 13 (1941);
- Contribuição para o estudo da etiologia e patogenia dos Tumores malignos do fígado, vol. 15 (1943);
- Metaplasia condro-óssea em Tumores experimentais, vol. 15 (1943);
- Dois casos de Embrioma do Ovário na Cobaia, vol. 16 (1944);
- Estudo citológico dos Tumores provocados pelo Benzopireno e Metilcolantreno, vol. 17 (1945);
- Lesões testiculares em Murganhos não cancerosos, pertencentes a uma estirpe muito sujeita ao Cancro da Glândula mamária, vol. 17 (1945).